# Верхняя Вольта на летних Олимпийских играх 1972
Верхняя Вольта (с 1984 года — Буркина-Фасо) принимала участие в Летних Олимпийских играх 1972 года в Мюнхене (ФРГ) в первый раз за свою историю, но не завоевала ни одной медали. Страну представлял один легкоатлет.

## Лёгкая атлетика
Спортсменов — 1
Мужчины
| Спортсмен    | Вид   | Забег     | Забег | Полуфинал | Полуфинал | Четвертьфинал | Четвертьфинал | Финал     | Финал     |
| Спортсмен    | Вид   | Результат | Место | Результат | Место     | Результат     | Место         | Результат | Место     |
| ------------ | ----- | --------- | ----- | --------- | --------- | ------------- | ------------- | --------- | --------- |
| Андре Бикаба | 100 м | 10,71     | 5     | Не прошёл | Не прошёл | Не прошёл     | Не прошёл     | Не прошёл | Не прошёл |